# Diocesi di Ruhengeri
La diocesi di Ruhengeri (in latino: Dioecesis Ruhengeriensis) è una sede della Chiesa cattolica in Ruanda suffraganea dell'arcidiocesi di Kigali. Nel 2022 contava 471.980 battezzati su 1.351.720 abitanti. È retta dal vescovo Vincent Harolimana.

## Territorio
La diocesi si estende sul territorio della soppressa provincia di Ruhengeri, che corrisponde al distretto di Musanze, alla gran parte dei distretti di Burera e di Gakenke e a una piccola parte del distretto di Nyabihu.
Sede vescovile è la città di Ruhengeri, dove si trova la cattedrale di Nostra Signora di Fatima.
Il territorio è suddiviso in 15 parrocchie.

## Storia
La diocesi è stata eretta il 20 dicembre 1960 con la bolla Cum Fidei di papa Giovanni XXIII, ricavandone il territorio dall'arcidiocesi di Kabgayi (oggi diocesi) e dalla diocesi di Nyundo.
Originariamente suffraganea dell'arcidiocesi di Kabgayi, il 10 aprile 1976 è entrata a far parte della provincia ecclesiastica di Kigali.
Il 5 novembre 1981 ha ceduto una porzione del suo territorio a vantaggio dell'erezione della diocesi di Byumba.

## Cronotassi dei vescovi
Si omettono i periodi di sede vacante non superiori ai 2 anni o non storicamente accertati.
- Bernard Manyurane † (20 dicembre 1960 - 8 maggio 1961 deceduto) (vescovo eletto)

- Joseph Sibomana † (21 agosto 1961 - 5 settembre 1968 nominato vescovo di Kibungo)
- Phocas Nikwigize † (5 settembre 1968 - 5 gennaio 1996 ritirato)
- Kizito Bahujimihigo (21 novembre 1997 - 28 agosto 2007 nominato vescovo di Kibungo)
  - Sede vacante (2007-2012)
- Vincent Harolimana, dal 31 gennaio 2012

## Statistiche
La diocesi nel 2022 su una popolazione di 1.351.720 persone contava 471.980 battezzati, corrispondenti al 34,9% del totale.
| anno | popolazione | popolazione | popolazione | presbiteri | presbiteri | presbiteri | presbiteri                | diaconi | religiosi | religiosi | parrocchie |
| anno | battezzati  | totale      | %           | numero     | secolari   | regolari   | battezzati per presbitero | diaconi | uomini    | donne     | parrocchie |
| ---- | ----------- | ----------- | ----------- | ---------- | ---------- | ---------- | ------------------------- | ------- | --------- | --------- | ---------- |
| 1970 | 241.315     | 970.464     | 24,9        | 59         | 28         | 31         | 4.090                     |         | 49        | 80        | 15         |
| 1980 | 370.764     | 1.201.000   | 30,9        | 58         | 27         | 31         | 6.392                     |         | 53        | 124       | 16         |
| 1990 | 286.471     | 692.640     | 41,4        | 49         | 22         | 27         | 5.846                     |         | 40        | 110       | 11         |
| 1999 | 378.563     | 790.000     | 47,9        | 20         | 9          | 11         | 18.928                    |         | 11        | 30        | 11         |
| 2000 | 387.578     | 700.000     | 55,4        | 25         | 8          | 17         | 15.503                    |         | 17        | 50        | 11         |
| 2001 | 406.047     | 857.745     | 47,3        | 32         | 12         | 20         | 12.688                    |         | 21        | 56        | 11         |
| 2002 | 418.299     | 850.115     | 49,2        | 40         | 19         | 21         | 10.457                    |         | 27        | 48        | 11         |
| 2003 | 428.380     | 829.072     | 51,7        | 41         | 21         | 20         | 10.448                    |         | 24        | 46        | 11         |
| 2004 | 446.440     | 849.021     | 52,6        | 43         | 25         | 18         | 10.382                    |         | 27        | 58        | 11         |
| 2010 | 488.000     | 989.000     | 49,3        | 57         | 42         | 15         | 8.561                     |         | 25        | 77        | 11         |
| 2014 | 389.183     | 1.110.000   | 35,1        | 68         | 53         | 15         | 5.723                     |         | 20        | 91        | 12         |
| 2017 | 421.600     | 1.203.170   | 35,0        | 71         | 57         | 14         | 5.938                     |         | 32        | 135       | 13         |
| 2020 | 451.000     | 1.291.000   | 34,9        | 75         | 63         | 12         | 6.013                     |         | 18        | 123       | 14         |
| 2022 | 471.980     | 1.351.720   | 34,9        | 74         | 57         | 17         | 6.378                     |         | 61        | 162       | 15         |